# Beira Litoral

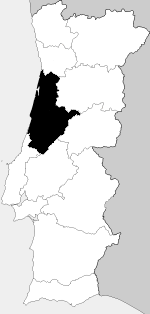
Antiga província de Beira Litoral

Beira Litoral és una antiga província (o regió natural) portuguesa, formalment instituïda per una reforma administrativa de 1936. El territori corresponia a la major part de l'antiga Província do Douro desapareguda en el segle xix. Està entre les províncies de 1936 que van deixar de tenir atribucions pràctiques i que desapareixen del vocabulari administratiu (encara que no així del vocabulari quotidià dels portuguesos) com l'entrada en vigor de la Constitució de 1976.

## Ubicació
Feia la frontera al nord amb Douro Litoral, a l'est amb la Beira Alta i amb Beira Baixa, al sud-est amb el Ribatejo, al sud-oest amb Estremadura i a l'oest amb l'oceà Atlàntic.

## Composició
Beira Litoral estava constituïda per 33 concelhos, integrats en ella la major part dos districtes d'Aveiro i Coïmbra, la meitat del districte de Leiria, i un concelho del districte de Santarém. Tenia la seva seu a la ciutat de Coïmbra.
- Districte d'Aveiro: Águeda, Albergaria-a-Velha, Anadia, Aveiro, Estarreja, Ílhavo, Mealhada, Murtosa, Oliveira de Azeméis, Oliveira do Bairro, Ovar, São João da Madeira, Sever do Vouga, Vagos, Vale de Cambra.

- Districte de Coïmbra: Arganil, Cantanhede, Coimbra, Condeixa-a-Nova, Figueira da Foz, Góis, Lousã, Mira, Miranda do Corvo, Montemor-o-Velho, Penacova, Penela, Poiares, Soure.

- Districte de Leiria: Alvaiázere, Ansião, Batalha, Castanheira de Pêra, Figueiró dos Vinhos, Leiria, Pedrógão Grande, Pombal.

- Districte de Santarém: Ourém.

## Actualitat
Actualment, aquesta província forma part, gairebé tota de la Regió Centre, abastant gairebé tres municipis situats en la regió Nord, subregió d'Entre Douro e Vouga (Oliveira de Azeméis, São João da Madeira i Vale de Cambra). Quan als municipis de la regió Centre, es reparteixen en la totalitat de les subregions de Baixo Vouga, Baixo Mondego, gairebé tota Pinhal Interior Norte (llevat Oliveira do Hospital i Tábua, que pertenanyen a Beira Alta, i Pampilhosa da Serra, integrat en la Beira Baixa), part del Pinhal Litoral (llevat Marinha Grande i Porto de Mós) acabant en el concelho de Médio Tejo (Vila Nova de Ourém).